# Jakob Erckrath de Bary
Johan Jakob Erckrath de Bary (10 marzo 1864 – 14 agosto 1938) è stato uno schermidore tedesco, vincitore di una medaglia d'oro nella scherma ai giochi intermedi di Atene del 1906 (non riconosciuti dal CIO).
Partecipò alle Olimpiadi del 1908 a Londra non riuscendo a salire sul podio. 
Anche quattro anni più tardi prese parte alle Olimpiadi nella squadra sciabola, ma anche qui non riuscì a salire sul podio.
Jacob Erckrath è stato il primo presidente del Club Scherma Offenbach dal 1893 al 1921.
Nel 1911 fu il cofondato della Federazione Tedesca Scherma e suo presidente fino al 1925. 
Inoltre, de Bary nel 1913 è stato uno dei padrini della Federazione internazionale della scherma.